# Bernac (Tarn)
Pour les articles homonymes, voir Bernac.
Bernac est une commune française située dans le nord du département du Tarn, en région Occitanie. Sur le plan historique et culturel, la commune est dans le Gaillacois, un pays qui doit sa notoriété à la qualité de ses vins.
Exposée à un climat océanique altéré, elle est drainée par le Luzert et par un autre cours d'eau.
Bernac est une commune rurale qui compte 185 habitants en 2022.  Elle fait partie de l'aire d'attraction d'Albi. Ses habitants sont appelés les Bernacois ou  Bernacoises.

## Géographie

### Localisation
Commune située entre Albi et Gaillac, sur un coteau sur plombant la vallée du Tarn.

### Communes limitrophes
| Cestayrols | Castanet           |                    |
| Fayssac    | Bernac             | Castelnau-de-Lévis |
|            | Labastide-de-Lévis |                    |

### Hydrographie
La commune est dans le bassin de la Garonne, au sein du bassin hydrographique Adour-Garonne. Elle est drainée par le Luzert et par un petit cours d'eau, qui constituent un réseau hydrographique de 3 km de longueur totale,.
Le Luzert, d'une longueur totale de 12,7 km, prend sa source dans la commune de Sainte-Croix et s'écoule du nord-est au sud-ouest. Il traverse la commune et se jette dans le Tarn à Lagrave, après avoir traversé 7 communes.

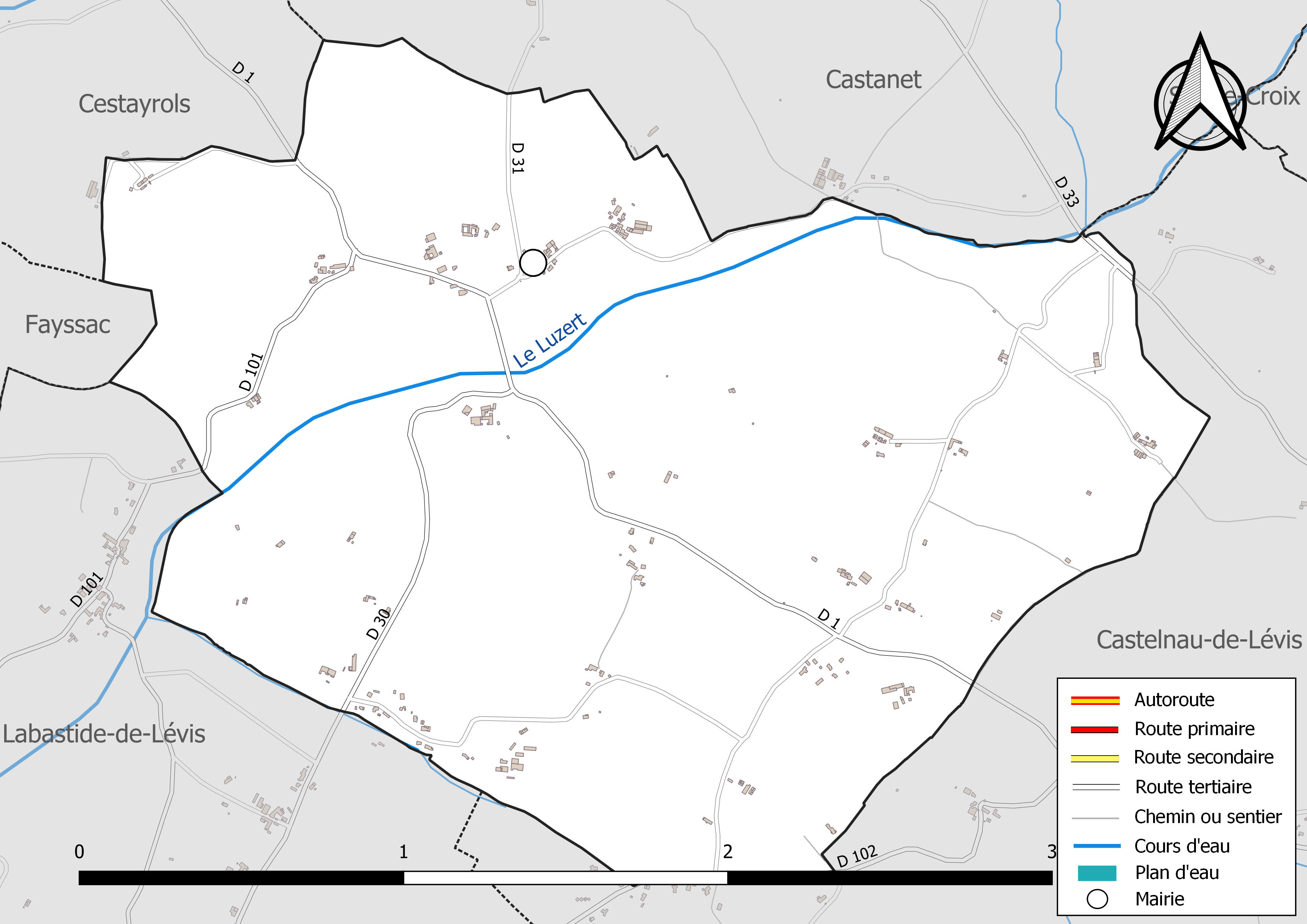
Réseaux hydrographique et routier de Bernac.

### Climat
Pour des articles plus généraux, voir Climat de l'Occitanie et Climat du Tarn.
En 2010, le climat de la commune est de type climat du Bassin du Sud-Ouest, selon une étude du Centre national de la recherche scientifique s'appuyant sur une série de données couvrant la période 1971-2000. En 2020, Météo-France publie une typologie des climats de la France métropolitaine dans laquelle la commune est exposée à un climat océanique altéré et est dans la région climatique Aquitaine, Gascogne, caractérisée par une pluviométrie abondante au printemps, modérée en automne, un faible ensoleillement au printemps, un été chaud (19,5 °C), des vents faibles, des brouillards fréquents en automne et en hiver et des orages fréquents en été (15 à 20 jours).
Pour la période 1971-2000, la température annuelle moyenne est de 13 °C, avec une amplitude thermique annuelle de 16 °C. Le cumul annuel moyen de précipitations est de 845 mm, avec 10,5 jours de précipitations en janvier et 5,5 jours en juillet. Pour la période 1991-2020, la température moyenne annuelle observée sur la station météorologique de Météo-France la plus proche, « Albi », sur la commune du Sequestre à 7 km à vol d'oiseau, est de 13,8 °C et le cumul annuel moyen de précipitations est de 733,9 mm. 
La température maximale relevée sur cette station est de 42,3 °C, atteinte le 23 août 2023 ; la température minimale est de −20,4 °C, atteinte le 16 janvier 1985,,.
Les paramètres climatiques de la commune ont été estimés pour le milieu du siècle (2041-2070) selon différents scénarios d'émission de gaz à effet de serre à partir des nouvelles projections climatiques de référence DRIAS-2020. Ils sont consultables sur un site dédié publié par Météo-France en novembre 2022.

### Milieux naturels et biodiversité
Aucun espace naturel présentant un intérêt patrimonial n'est recensé sur la commune dans l'inventaire national du patrimoine naturel,,.

## Urbanisme

### Typologie
Au 1er janvier 2024, Bernac est catégorisée commune rurale à habitat dispersé, selon la nouvelle grille communale de densité à sept niveaux définie par l'Insee en 2022.
Elle est située hors unité urbaine. Par ailleurs la commune fait partie de l'aire d'attraction d'Albi, dont elle est une commune de la couronne,. Cette aire, qui regroupe 91 communes, est catégorisée dans les aires de 50 000 à moins de 200 000 habitants,.

### Occupation des sols
L'occupation des sols de la commune, telle qu'elle ressort de la base de données européenne d’occupation biophysique des sols Corine Land Cover (CLC), est marquée par l'importance des territoires agricoles (100 % en 2018), une proportion identique à celle de 1990 (100 %). La répartition détaillée en 2018 est la suivante : 
terres arables (54,2 %), zones agricoles hétérogènes (38,2 %), cultures permanentes (7,7 %). L'évolution de l’occupation des sols de la commune et de ses infrastructures peut être observée sur les différentes représentations cartographiques du territoire : la carte de Cassini (XVIIIe siècle), la carte d'état-major (1820-1866) et les cartes ou photos aériennes de l'IGN pour la période actuelle (1950 à aujourd'hui).

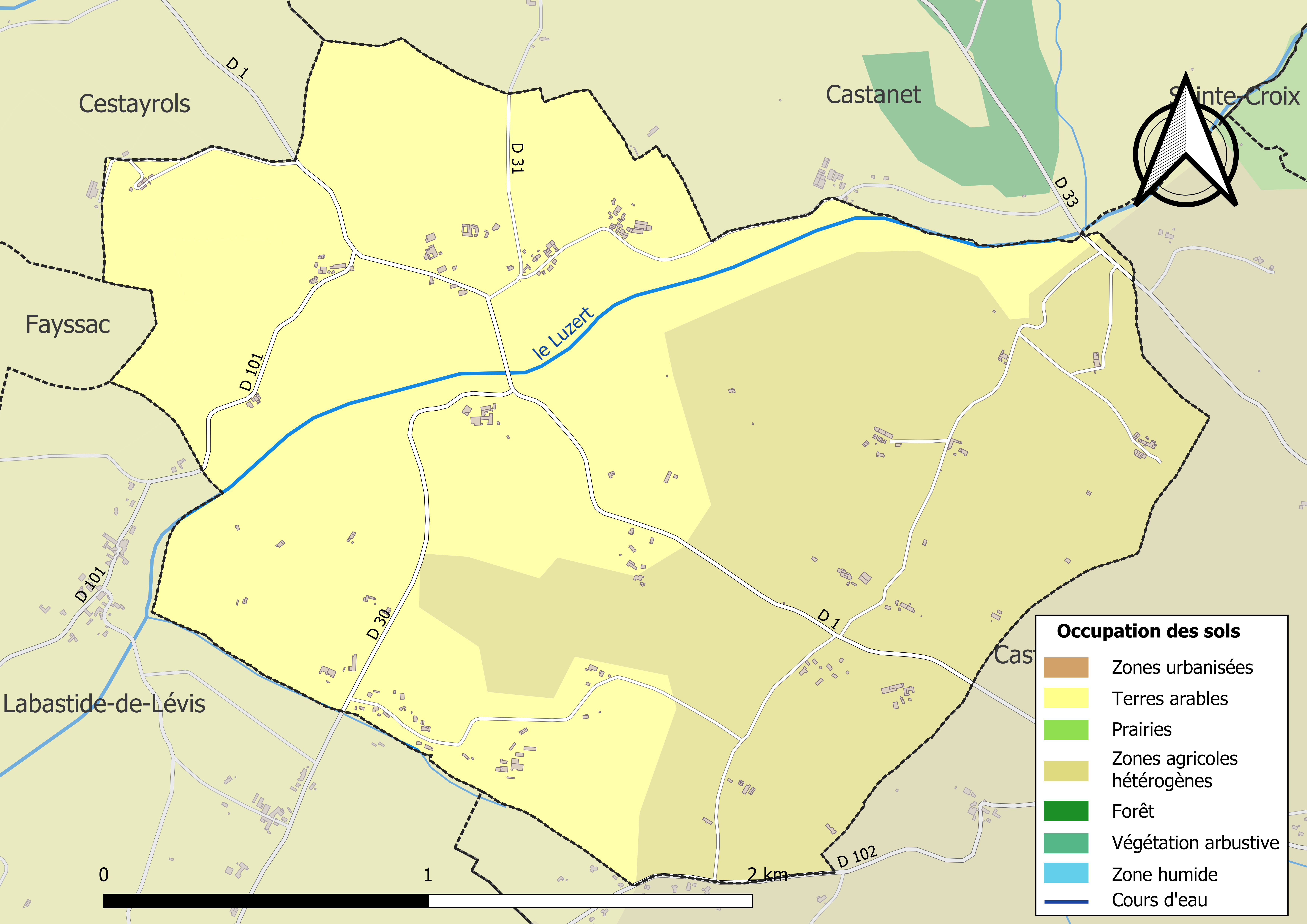
Carte des infrastructures et de l'occupation des sols de la commune en 2018 (CLC).

### Risques majeurs
Le territoire de la commune de Bernac est vulnérable à différents aléas naturels : météorologiques (tempête, orage, neige, grand froid, canicule ou sécheresse), inondations, mouvements de terrains et séisme (sismicité très faible). Il est également exposé à un risque technologique,  le transport de matières dangereuses. Un site publié par le BRGM permet d'évaluer simplement et rapidement les risques d'un bien localisé soit par son adresse soit par le numéro de sa parcelle.

#### Risques naturels
Certaines parties du territoire communal sont susceptibles d’être affectées par le risque d’inondation par débordement de cours d'eau, notamment le Luzert. La cartographie des zones inondables en ex-Midi-Pyrénées réalisée dans le cadre du XIe Contrat de plan État-région, visant à informer les citoyens et les décideurs sur le risque d’inondation, est accessible sur le site de la DREAL Occitanie. La commune a été reconnue en état de catastrophe naturelle au titre des dommages causés par les inondations et coulées de boue survenues en 1982 et 1996,.
Bernac est exposée au risque de feu de forêt. En 2022, il n'existe pas de Plan de Prévention des Risques incendie de forêt (PPRif). Le débroussaillement aux abords des maisons constitue l’une des meilleures protections pour les particuliers contre le feu,.

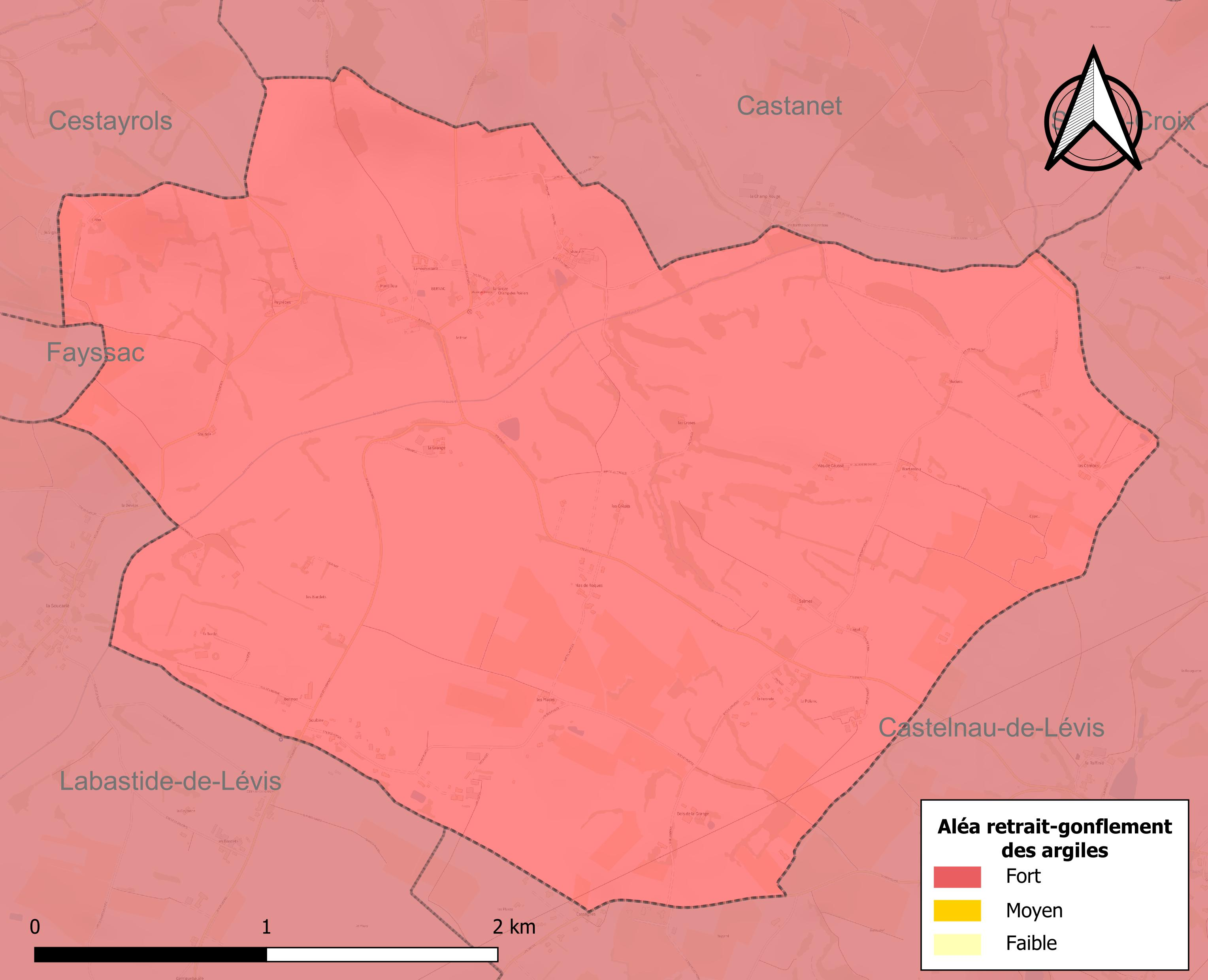
Carte des zones d'aléa retrait-gonflement des sols argileux de Bernac.

La commune est vulnérable au risque de mouvements de terrains constitué principalement du retrait-gonflement des sols argileux. Cet aléa est susceptible d'engendrer des dommages importants aux bâtiments en cas d’alternance de périodes de sécheresse et de pluie. La totalité de la commune est en aléa moyen ou fort (76,3 % au niveau départemental et 48,5 % au niveau national). Sur les 99 bâtiments dénombrés sur la commune en 2019, 99 sont en aléa moyen ou fort, soit 100 %, à comparer aux 90 % au niveau départemental et 54 % au niveau national. Une cartographie de l'exposition du territoire national au retrait gonflement des sols argileux est disponible sur le site du BRGM,.
Par ailleurs, afin de mieux appréhender le risque d’affaissement de terrain, l'inventaire national des cavités souterraines permet de localiser celles situées sur la commune.

#### Risques technologiques
Le risque de transport de matières dangereuses sur la commune est lié à sa traversée par des infrastructures routières ou ferroviaires importantes ou la présence d'une canalisation de transport d'hydrocarbures. Un accident se produisant sur de telles infrastructures est susceptible d’avoir des effets graves sur les biens, les personnes ou l'environnement, selon la nature du matériau transporté. Des dispositions d’urbanisme peuvent être préconisées en conséquence.

## Histoire

### La Grange cistercienne

#### Deux actes fondateurs
- 1198 : Bertrand de Saint Denis et Guillaume Oulric donnent aux moines de Bonnecombe toutes les terres qu’ils pourront cultiver dans le polygone balisé par les églises de Bernac, de Pleux (démolie et remplacée par une croix dans la commune de Labastide-de-Lévis), de Godor (lieu-dit Goudou au Mas de Cassagnes) et de Mazières (Le Carla actuel, au bord du Tarn). Si on voit bien les contours nord, ouest, sud, on ne connaît pas trop la frontière est à la limite de Castelnau-de-Lévis (La Ravaillé, La Raffinié, Mas de Causse, La Borie ?).
- 1199 : Guillaume V, évêque d’Albi, donne l’église de Bernac à l’abbaye de Bonnecombe.

Les moines de Bonnecombe étaient à l’étroit dans la vallée du Viaur avec 40 hectares cultivables sur 160 et plus d’un millier de bouches à nourrir. Ils cherchaient des terres autour du monastère qu’on voulait bien leur céder. Les seigneurs féodaux et l’Église ne se débarrassaient que de terres sans rapport. Bernac était une terre en friches et l’église en état de dénuement et d’abandon.
La règle était d’envoyer une trentaine de frères convers sous l’autorité d’un frère grangier sur le site et de le mettre en valeur. Il y avait un système de rotation : pas plus de quinze jours sans revenir à la maison-mère à Bonnecombe et ensuite ils étaient envoyés à une autre Grange. La règle de saint Benoît  était strictement appliquée : huit heures de prière, huit heures de travail et huit heures de sommeil dans l’accomplissement des trois vœux : obéissance, chasteté et pauvreté. À la différence de l’abbaye, les Granges n’avaient pas de clôture mais les femmes y étaient interdites : celles qui lavaient le linge dans le lavoir sur le Luzert à côté du moulin n’avaient pas le droit de franchir la clôture virtuelle. Les rapports des « visiteurs » de l’ordre qui venaient de Clairvaux ou autres grandes abbayes (on les appellerait « inspecteurs » aujourd’hui) rappellent qu’ils ne veulent pas de convers isolés et l’interdiction de laisser entrer une femme sous peine de suspicion de carnis contagio, faute punie d’un an de prison au pain et à l’eau.
Les moines se mettent donc immédiatement à bâtir La Grange et à défricher et cultiver les terres pour produire du blé froment principalement, la vigne et le pastel. On a un croquis à la plume de 1201 de la Grange de Bernac avec une très haute tour au milieu de deux corps de bâtiments orientés est-ouest mais la construction est restée inachevée, la partie ouest n’a pas été construite.
Le grangier, lui-même frère convers, dirige le domaine, représente l’abbé de Bonnecombe pour la rédaction des actes chaque fois qu’il acquiert de nouvelles terres ou de nouveaux droits pour s’étendre jusqu’aux portes de Gaillac, en passant par des propriétés à Fayssac et Senouillac. Il gère aussi les dîmes et les droits seigneuriaux. Il collecte aussi les revenus des censives en nature. Tous ces produits sont acheminés par le chemin des moines à dos d’ânes ou de mulets jusqu’à Bonnecombe en deux jours de marche en faisant étape à la Grange de Bar à côté de Moularès.
À la fin du XIIIe siècle, l’abbé de Bonnecombe donne seize exploitations rurales avec autorisation de construire habitations et dépendances en fermage à autant de familles de Bernac, fermage payable en blé et gélines. Ceci donne la mesure du travail accompli en un siècle ! L’influence économique de Bonnecombe sur Bernac et les environs fut importante pendant tout le XIIIe siècle jusqu’à la peste noire du milieu du XIVe siècle : mise en valeur des terres, construction. Les moines eurent une grande influence dans la revitalisation du pays en donnant l’exemple par le travail et la prière.

#### La Grange dans l’histoire locale
- Aussitôt implantée, elle aurait pu être prise dans la guerre des Albigeois mais fut épargnée alors qu’Amaury VI de Montfort, fils du célèbre Simon IV de Montfort annexait La Bastide en allant faire le siège de Penne. Les moines de Bonnecombe avaient su rester en bonne grâce à la fois avec les rois de France et les comtes de Toulouse bien que saint Bernard soit venu prêcher à Albi.
- Pendant la guerre de Cent Ans, Anglais et Compagnies ou Routiers dévastaient le pays. Le Rouergue appartenait aux Anglais et la frontière était sur le Viaur. Les moines rencontraient soit des détachements anglais ou des compagnies royales qui les pillaient. Un tour de garde fut institué sur la Tour de la Grange et les habitants de Bernac s’en plaindront dans les cahiers de doléances car ils avaient aussi un tour de garde à la Tour de Castelnau.
- La peste noire (1348) dévaste la région : Albi perd la moitié de sa population, Castelnau en perd un quart et se retrouve presque aussi peuplé qu’Albi. La Grange souffre alors d'une pénurie de frères convers et elle est alors exploitée par du personnel civil dirigée toujours par le Grangier qui représente l'Abbé de Bonnecombe sur les terres de Bernac.
- La Révolution française : le 15 février 1790, eut lieu à l’église de Bernac la première assemblée de citoyens actifs qui avec 19 votants élurent Barnabé Massol comme maire, Fabre Pierre de la Borie et Jacques Galibert de Peyrebès officiers municipaux. Le 25 février 1791, La Grange fut vendue comme bien national à Jean Antoine Ichard qui aménagea et transforma les bâtiments vers 1806 en démolissant la tour en ruine pour construire le bâtiment classique à angle droit du bâtiment médiéval.
- En 1956, la famille Mazars achète la propriété à Ichard qui ne l’exploitait pas directement et qui était retombée en friches. L’ironie de l'histoire veut que ce soit encore des Aveyronnais qui remettent en valeur La Grange.

## Politique et administration
| Période                                  | Période   | Identité        | Étiquette | Qualité |
| ---------------------------------------- | --------- | --------------- | --------- | ------- |
| Les données manquantes sont à compléter. |           |                 |           |         |
| mars 2001                                | mars 2008 | Jean-Paul Pezet |           |         |
| mars 2008                                | En cours  | Pascal Hebrard  |           |         |

## Démographie
| 1793 | 1800 | 1806 | 1821 | 1831 | 1836 | 1841 | 1846 | 1851 |
| ---- | ---- | ---- | ---- | ---- | ---- | ---- | ---- | ---- |
| 180  | 229  | 229  | 226  | 213  | 259  | 273  | 281  | 285  |

| 1856 | 1861 | 1866 | 1872 | 1876 | 1881 | 1886 | 1891 | 1896 |
| ---- | ---- | ---- | ---- | ---- | ---- | ---- | ---- | ---- |
| 248  | 258  | 214  | 222  | 240  | 257  | 238  | 231  | 213  |

| 1901 | 1906 | 1911 | 1921 | 1926 | 1931 | 1936 | 1946 | 1954 |
| ---- | ---- | ---- | ---- | ---- | ---- | ---- | ---- | ---- |
| 216  | 218  | 216  | 202  | 197  | 189  | 197  | 183  | 187  |

| 1962 | 1968 | 1975 | 1982 | 1990 | 1999 | 2006 | 2008 | 2013 |
| ---- | ---- | ---- | ---- | ---- | ---- | ---- | ---- | ---- |
| 170  | 175  | 169  | 146  | 136  | 159  | 163  | 164  | 189  |

| 2018 | 2022 | - | - | - | - | - | - | - |
| ---- | ---- | - | - | - | - | - | - | - |
| 185  | 185  | - | - | - | - | - | - | - |

## Économie

### Revenus
En 2018, la commune compte 81 ménages fiscaux, regroupant 193 personnes. La médiane du revenu disponible par unité de consommation est de 21 090 € (20 400 € dans le département).

### Emploi
|                | 2008  | 2013  | 2018  |
| -------------- | ----- | ----- | ----- |
| Commune        | 2,9 % | 1,6 % | 3,4 % |
| Département    | 8,2 % | 9,9 % | 10 %  |
| France entière | 8,3 % | 10 %  | 10 %  |

En 2018, la population âgée de 15 à 64 ans s'élève à 116 personnes, parmi lesquelles on compte 77,6 % d'actifs (74,1 % ayant un emploi et 3,4 % de chômeurs) et 22,4 % d'inactifs,. Depuis 2008, le taux de chômage communal (au sens du recensement) des 15-64 ans est inférieur à celui de la France et du département.
La commune fait partie de la couronne de l'aire d'attraction d'Albi, du fait qu'au moins 15 % des actifs travaillent dans le pôle,. Elle compte 18 emplois en 2018, contre 22 en 2013 et 38 en 2008. Le nombre d'actifs ayant un emploi résidant dans la commune est de 86, soit un indicateur de concentration d'emploi de 20,9 % et un taux d'activité parmi les 15 ans ou plus de 60 %.
Sur ces 86 actifs de 15 ans ou plus ayant un emploi, 14 travaillent dans la commune, soit 16 % des habitants. Pour se rendre au travail, 86 % des habitants utilisent un véhicule personnel ou de fonction à quatre roues, 8,2 % s'y rendent en deux-roues, à vélo ou à pied et 5,8 % n'ont pas besoin de transport (travail au domicile).

### Activités hors agriculture

#### Secteurs d'activités
17 établissements sont implantés  à Bernac au 31 décembre 2019.
Le secteur de l'industrie manufacturière, des industries extractives et autres est prépondérant sur la commune puisqu'il représente 29,4 % du nombre total d'établissements de la commune (5 sur les 17 entreprises implantées  à Bernac), contre 13 % au niveau départemental.

## Culture locale et patrimoine

### Agriculture
La commune est dans le Gaillacois, une petite région agricole au sous-sol argilo-graveleux et/ou calcaire dédiée à la viticulture depuis plus de 2000 ans, située dans le centre-ouest du département du Tarn. En 2020, l'orientation technico-économique de l'agriculture  sur la commune est la polyculture et/ou le polyélevage. 
|               | 1988 | 2000 | 2010 | 2020 |
| ------------- | ---- | ---- | ---- | ---- |
| Exploitations | 20   | 16   | 11   | 12   |
| SAU (ha)      | 667  | 635  | 554  | 518  |

Le nombre d'exploitations agricoles en activité et ayant leur siège dans la commune est passé de 20 lors du recensement agricole de 1988  à 16 en 2000 puis à 11 en 2010 et enfin à 12 en 2020, soit une baisse de 40 % en 32 ans. Le même mouvement est observé à l'échelle du département qui a perdu pendant cette période 58 % de ses exploitations,. La surface agricole utilisée sur la commune a également diminué, passant de 667 ha en 1988 à 518 ha en 2020. Parallèlement la surface agricole utilisée moyenne par exploitation a augmenté, passant de 33 à 43 ha.

### Lieux et monuments
- Église Notre-Dame de Bernac.

### Héraldique
| Blason de Bernac | Blason  | Écartelé: au 1er de gueules à la bastide d'argent maçonnée de sable, aux 2e et 3e d'or plain, au 4e de gueules à la crosse épiscopale d'argent mouvant de la pointe. |
| Blason de Bernac | Détails | Le statut officiel du blason reste à déterminer. |